# Oschenyn
Oschenyn (ukrainisch Оженин; russisch Оженин Oschenin, polnisch Ożenin) ist ein Dorf im Südosten der ukrainischen Oblast Riwne mit etwa 5200 Einwohnern (2024).

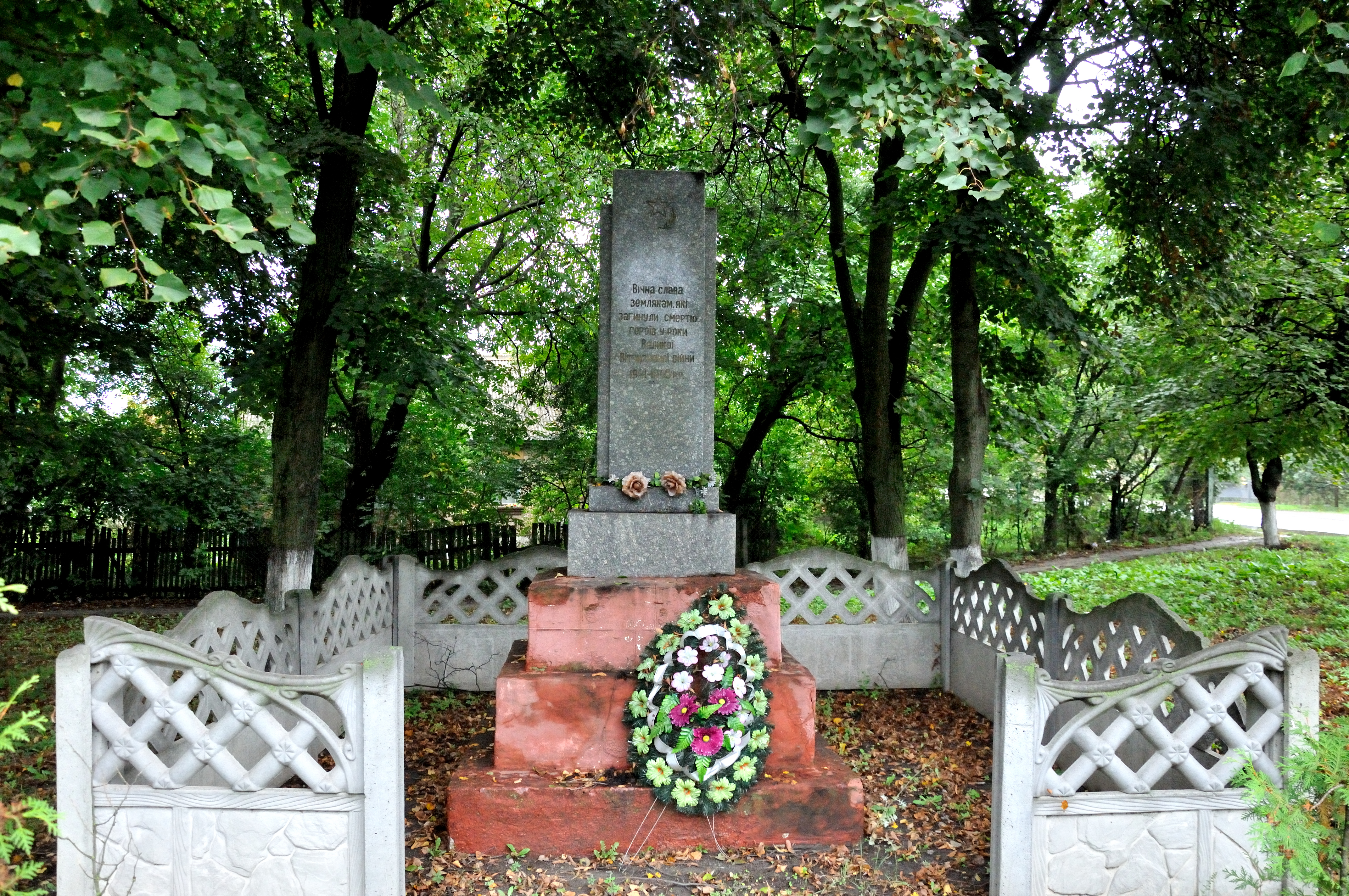
Kriegerdenkmal im Dorf

Das 1534 erstmals schriftlich erwähnte Dorf liegt 3 km westlich vom Ufer des Horyn an den Territorialstraßen T–18–30 und T–18–31. Das ehemalige Rajonzentrum Ostroh liegt 15 km südlich und die Oblasthauptstadt Riwne etwa 30 km nordwestlich der Ortschaft.
Im Dorf befindet sich ein 1873 errichteter Bahnhof an der Bahnstrecke Kowel–Kosjatyn, der seit 1973 den Namen Ostroh (nach der nahen Rajonshauptstadt benannt) trägt.
Am 12. Juni 2020 wurde das Dorf ein Teil neu gegründeten Stadtgemeinde Ostroh im Rajon Ostroh; bis dahin bildete es zusammen mit den Dörfern Brodiw (Бродів), Krajiw und Stadnyky (Стадники) die Landratsgemeinde Oschenyn (Оженинська сільська рада/Oschenynska silska rada) im Norden des Rajons Ostroh.
Am 17. Juli 2020 wurde der Ort Teil des Rajons Riwne.